# Cantón de Le Lion-d'Angers
El cantón de Le Lion-d'Angers  era una división administrativa francesa, que estaba situada en el departamento de Maine y Loira y la región de Países del Loira.

## Composición
El cantón estaba formado por once comunas:
- Andigné
- Brain-sur-Longuenée
- Chambellay
- Gené
- Grez-Neuville
- La Jaille-Yvon
- La Pouëze
- Le Lion-d'Angers
- Montreuil-sur-Maine
- Pruillé
- Vern-d'Anjou

## Supresión del cantón de Le Lion-d'Angers
En aplicación del Decreto n.º 2014-259 de 26 de febrero de 2014, el cantón de Le Lion-d'Angers  fue suprimido el 22 de marzo de 2015 y sus 11 comunas pasaron a formar parte; diez del nuevo cantón de Tiercé y una del nuevo cantón de Chalonnes-sur-Loire.